# Magdalene Bärens
Magdalene Margrethe Bärens, född 30 september 1737 i Köpenhamn, död 6 juni 1808, var en dansk konstnär (målare). Hon blev 1780 den första kvinnliga medlemmen i den danska konstakademin. Hon var känd för sina stilleben, särskilt av blomstermotiv. 
Hon var dotter till kunglige stallmästaren Johann Hermann Schäffer, och gifte sig 1761 med ämbetshavaren Johann Georg Bärens. Hon var aktiv som tecknare under sin uppväxt. Efter giftermålet tog hon en paus från måleriet för att ägna sig åt familjen. Vid 40 års ålder återupptog hon måleriet på uppmuntran av Vigilius Erichsen. År 1779 visades hennes verk för kunstakademiet och året därpå valdes hon, som första kvinna, in som medlem. 

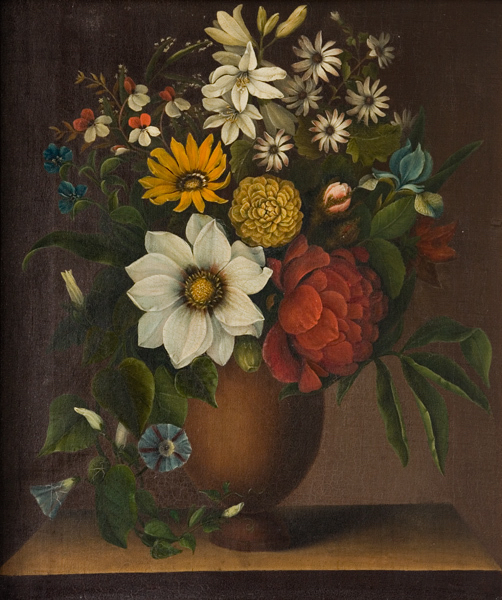
Vas med blommor, okänt år.

Bärens specialiserade sig som målare av stilleben med blomstermotiv. Hon arbetade med mörka jordfärger och återgav sina motiv botanisk korrekt. För att kunna måla blommor som blommade på olika tider av året skaffade hon ett herbarium.
Hon utnämndes till kunglig hovleverantör av blomstertavlor av änkedrottning Juliana Maria och räknade Katarina den stora bland sina kunder. 1788–1790 besökte hon Storbritannien och gjorde där succé, även om importlagen hindrade henne från att tjäna pengar på succén. Bärens fick kunglig pension 1802.